# São Martinho (galeão)
O São Martinho foi um galeão da Marinha Portuguesa, construído em 1580. Em 1588 foi escolhido pelo duque de Medina Sidónia - comandante da Armada Invencível - para sua nau capitânia.
Quando Filipe II de Espanha se tornou, em 1580, Rei de Portugal, os Portugueses tinham acabado de construir um enorme galeão chamado São Martinho. O navio foi imediatamente colocado ao serviço da Espanha, sendo conhecido, em Castelhano como San Martín. Quando a Armada Invencível foi reunida, verificou-se que o São Martinho era o melhor navio da esquadra, sendo escolhido para nau capitânia do duque de Medina Sidónia.
O São Martinho tinha um comprimento total de 54 metros e uma boca de 12 metros. Estava armado com 54 bocas de fogo pesadas, instaladas em duas baterias cobertas, além de uma multiplicidade de armas mais ligeiras. Numa pintura de Hendrik Cornelisz Vroom de 1601, o São Martinho aparece representado com três mastros - dois de velas redondas e, o da mezena, com velas latinas. É mostrado com uma geleria à ré e o bico de proa caraterístico dos galeões. O gurupés projeta-se para a frente do castelo de proa.
O São Martinho sofreu pesados danos na Batalha de Gravelines, em julho de 1588, ao ser atacado por um grupo de navios ingleses, liderados por Francis Drake. No entanto, com o apoio de outro galeão, conseguiu escapar. O navio conseguiu liderar a Armada de volta à Península Ibérica, atravessando uma forte tempestade, que obrigou a que fosse rebocado para o porto.